# Nobutaka Tanaka
Nobutaka Tanaka (født 10. juni 1971) er en tidligere japansk fodboldspiller.
Han har spillet for flere forskellige klubber i sin karriere, herunder Kashiwa Reysol.